# Vedran Smailović
Vedran Smailović (Sarajevo, 11 novembre 1956) è un violoncellista bosniaco.
Ha suonato all'Opera di Sarajevo, nella Sarajevo Philharmonic Orchestra, nella Symphony Orchestra RTV Sarajevo e nel National Theatre of Sarajevo. Sopravvisse all'assedio di Sarajevo, durante la guerra in Bosnia, tra freddo, carenza di cibo e acqua, cecchini sparsi in città e pesanti bombardamenti. 
Nel 1992, Smailović ha suonato sul suo violoncello l'Adagio in sol minore di Remo Giazotto (attribuito a Tommaso Albinoni) in diverse ore del giorno per 22 giorni, per onorare la memoria di 22 civili uccisi mentre facevano la fila per il pane. Smailović inoltre suonò gratuitamente a diversi funerali in città, incurante delle presunte storie circa il fatto che i funerali fossero presi di mira dalle forze serbe. Lasciò la città alla fine del 1993, dedicandosi come compositore, direttore ed esecutore a diverse iniziative in campo musicale. Attualmente Smailović vive a Warrenpoint, nell'Irlanda del Nord.
In ambito musicale, la vicenda che vide Smailović suonare l'Adagio di Albinoni per le strade di Sarajevo fu di ispirazione per diversi compositori, tra cui David Wilde, che scrisse un pezzo per il violoncello chiamato Il violoncellista di Sarajevo. Questa composizione sarebbe stata poi registrata dal celebre violoncellista cinese Yo-Yo Ma. Il cantante folk John McCutcheon ha scritto in suo onore la canzone Nelle strade di Sarajevo, mentre Paul O'Neill affermò di essersi ispirato al coraggioso gesto del violoncellista nello scrivere il medley Christmas Eve/Sarajevo 12/24.
In campo letterario, invece, questo evento l'avrebbe in seguito fatto divenire il soggetto di un bestseller del 2008, il romanzo Il violoncellista di Sarajevo, di Steven Galloway. Il libro venne però pubblicato senza consultare Smailović e la fotografia di quest'ultimo è stata usata in copertina. Nonostante fosse solo un personaggio marginale nella trama dell'opera, Smailović ha espresso pubblicamente il suo sdegno per la pubblicazione del libro.

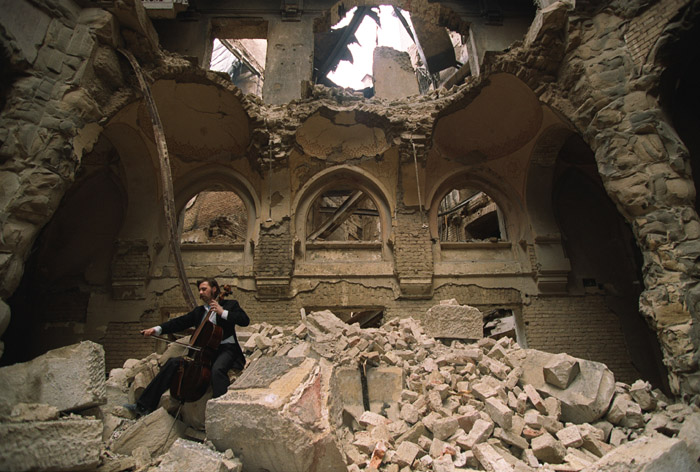
Vedran Smailović nel 1992 suona il violoncello tra i ruderi della Biblioteca nazionale di Sarajevo, semidistrutta durante l'assedio.